# Universidad de Klagenfurt
La Universidad de Klagenfurt ( en alemán: Universität Klagenfurt, AAU ) es una universidad de investigación austriaca, la mayor institución de investigación del estado de Carintia. Fundada en 1970 y reformada en 1993, la universidad hoy tiene 4 facultades y supera los 10.000 alumnos. Figura en los rankings globales ARWU, THE y QS. 
La universidad ha definido tres áreas prioritarias de investigación: ecología social (hasta 2018, transferida a BOKU Viena ), sistemas autónomos y en red, y perspectivas múltiples en optimización ; la primera generó tres subvenciones Consejo Europeo de Investigación (CEI) y la segunda un programa de fondos de documentación del Fondo Austriaco para la Ciencia . En 2019 lanzó una nueva iniciativa, Humans in the Digital Age (HDA), que alberga una subvención CEI sobre ciberseguridad .
También alberga una serie de instalaciones centrales como el Instituto Robert Musil (coorganizador del Premio Bachmann ), el Kolleg Karl Popper (un instituto de estudios superiores ), el Centro Cultural Universitario (UNIKUM), el Gründerzentrum (una granja de nuevas empresas o  empresas emergentes ), el Centro Deportivo Universitario (USI) y la Biblioteca de la Universidad de Klagenfurt.
Desde el 1 de diciembre de 2024 es rectora Ada Pellert, ex rectora de la Universidad a Distancia de Hagen, que sucedió en el cargo a Oliver Vitouch. Martin Hitz preside el Senado académico y Werner Wutscher es el presidente del Consejo Universitario.
La Universidad de Klagenfurt está situada a 30 km de Eslovenia y 60 km de la frontera italiana y apoya el bilingüismo y el multilingüismo, especialmente en el contexto de la minoría eslovena en Carintia. Junto con la Universidad Libre de Bolzano (Italia) y la Universidad de Friburgo (Suiza), es una de las tres universidades más meridionales de habla alemana.

## Historia

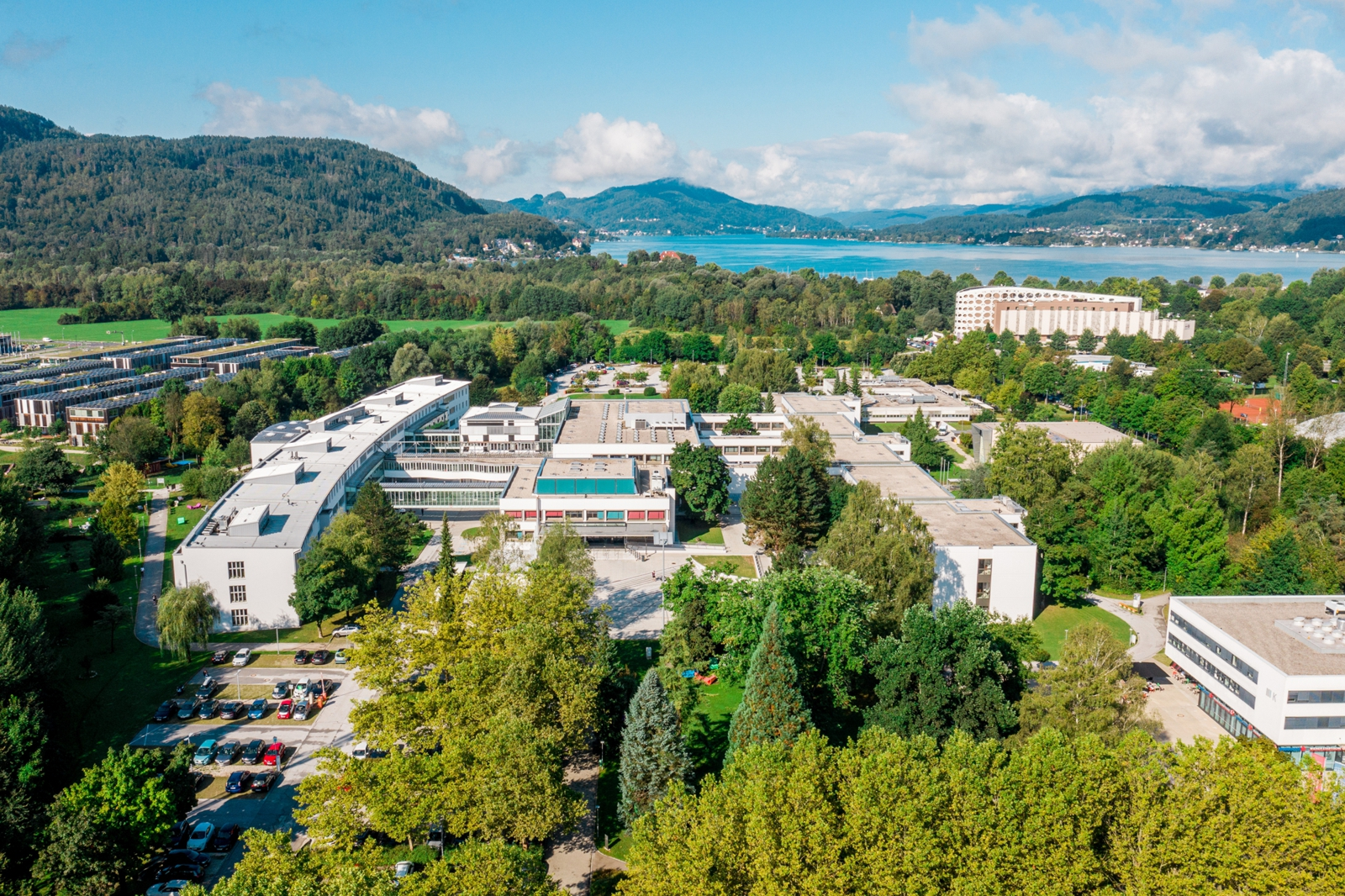
La Universidad de Klagenfurt, junto al Parque Científico y Tecnológico Lakeside (2019)

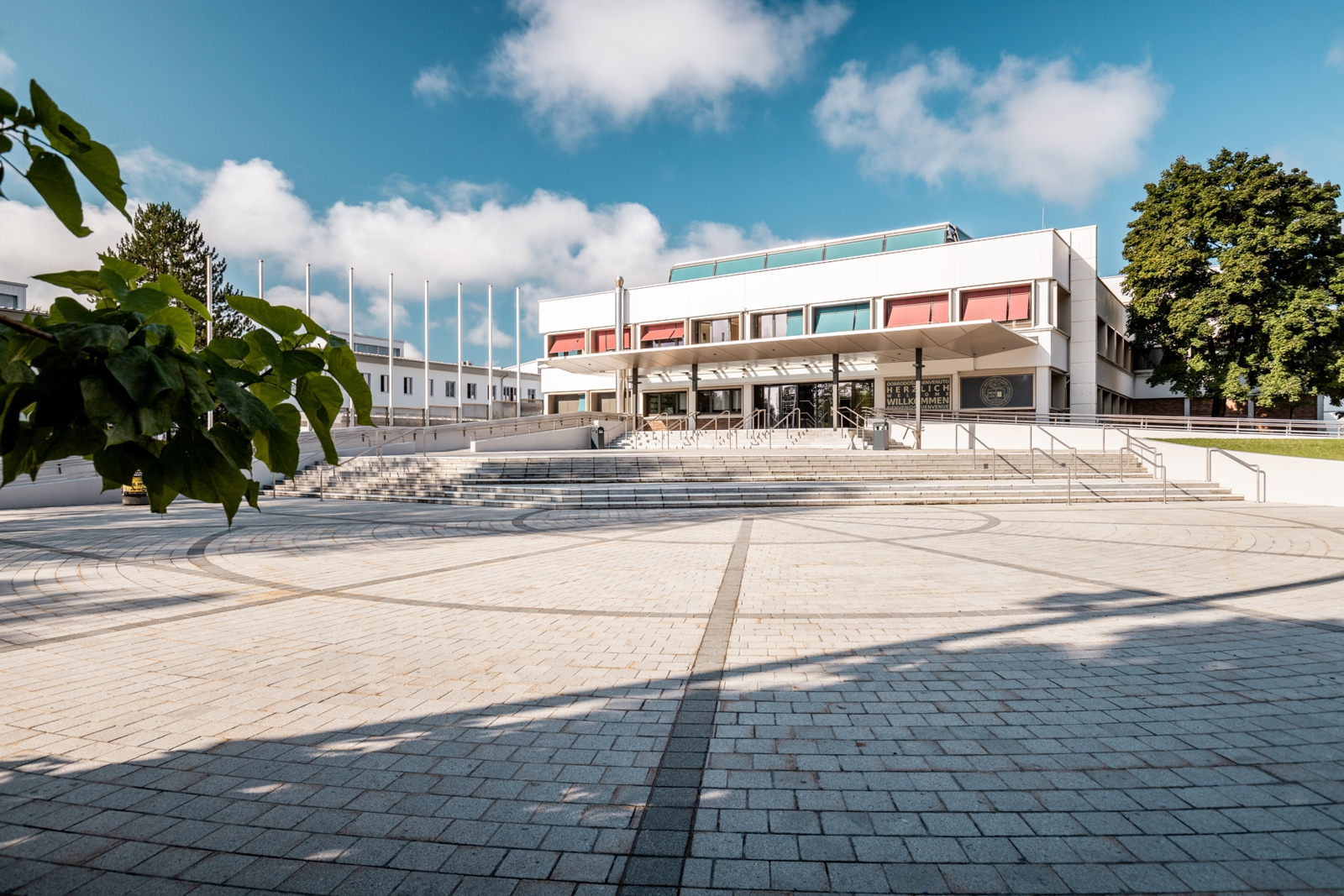
Entrada principal (2019)

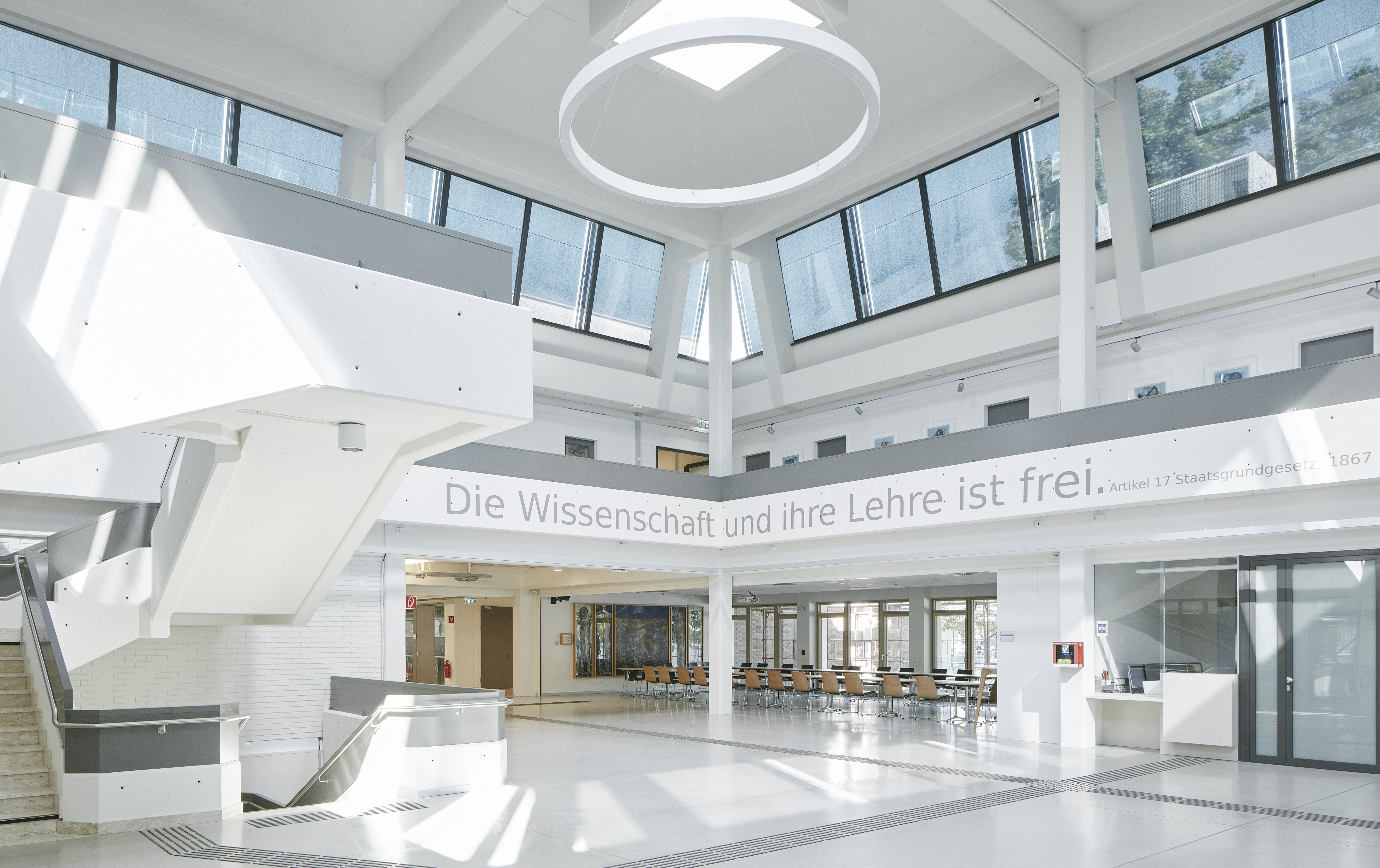
Vestíbulo del edificio principal (2018)

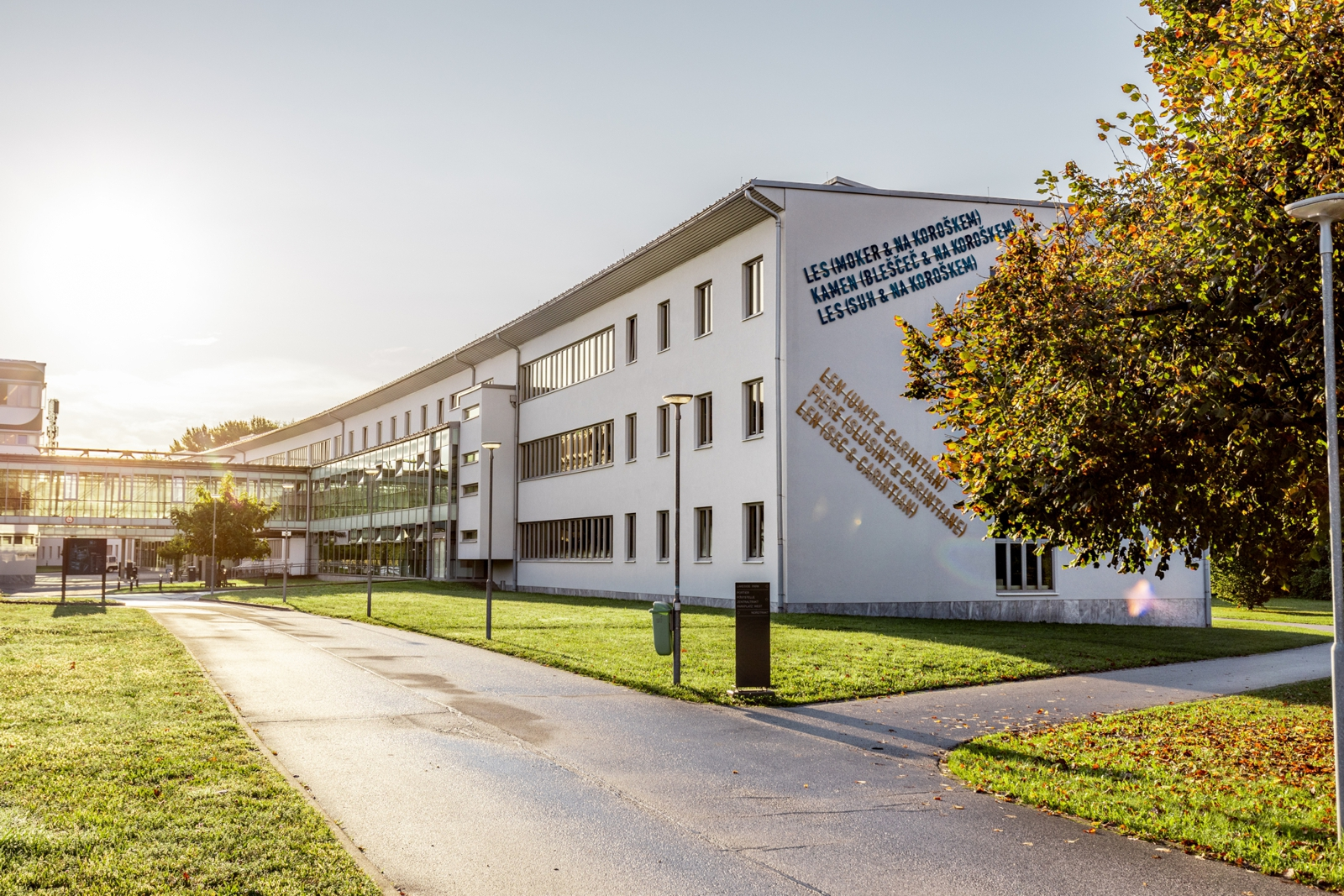
Ala sur (vista desde el oeste) con arte público de Lawrence Weiner

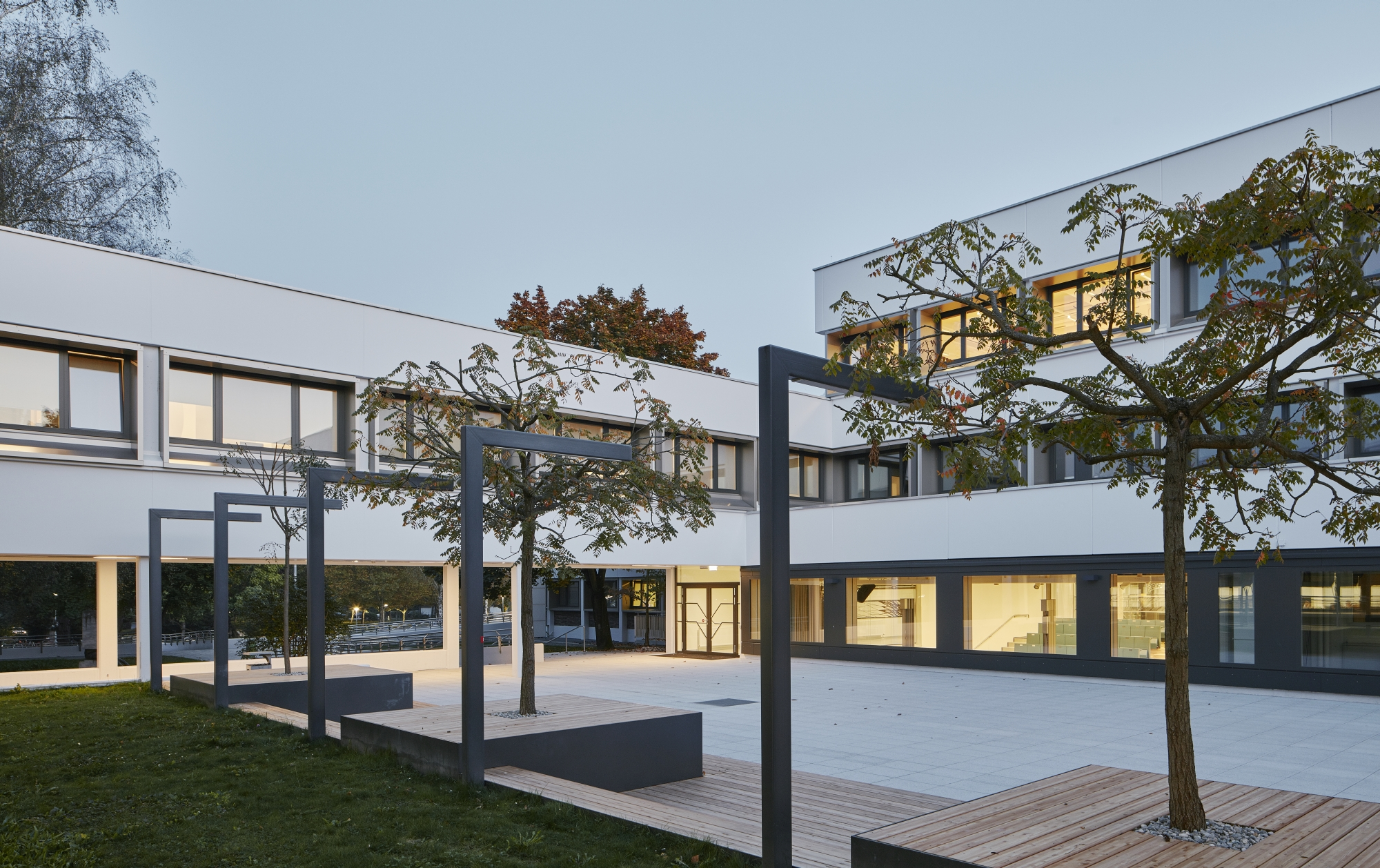
Patio entre el ala central y el ala norte (2018)

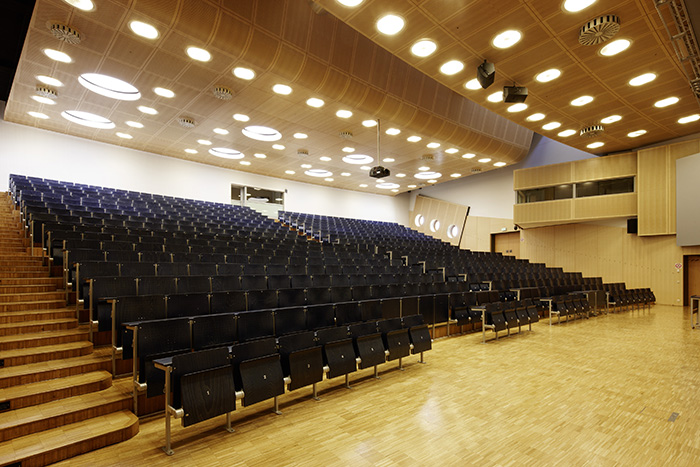
Sala de conferencias A (Ala Sur)

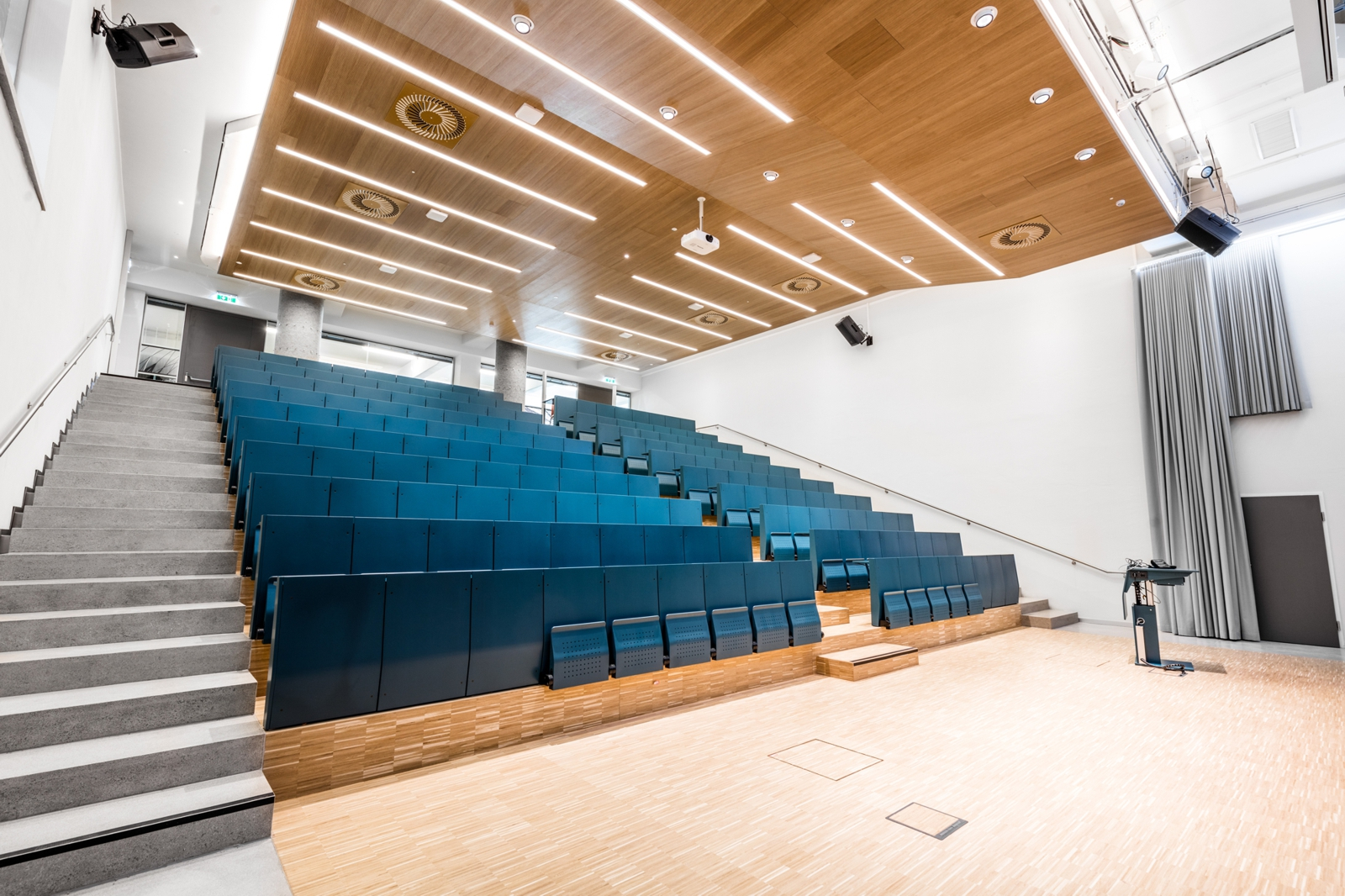
Sala de conferencias 1 (Ala Central)

Con el Collegium Sapientiae et Pietatis protestante fundado en 1552, Klagenfurt contó con uno de los gymnasium más antiguos de Austria, centro que fue dirigido por Hieronymus Megiser entre 1593 y 1601. Tres siglos después, en 1970, el Parlamento austriaco aprobó una ley federal que permitía la creación de un Colegio universitario de Ciencias de la Educación en Klagenfurt. El primer título de doctorado se concedió en 1972. En 1975 entraron en vigor nuevas leyes sobre educación superior y el nombre de College se cambió a Universität für Bildungswissenschaften (Universidad de Ciencias de la Educación).
En 1993 tuvo lugar una refundación. El nombre de la institución cambió a Universität Klagenfurt y se añadió una Facultad de Humanidades y una nueva Facultad de Economía, Administración de Empresas e Informática. La Facultad de Estudios Interdisciplinares fue inaugurada en 2004. Ese mismo año la universidad adoptó el sobrenombre de Alpen-Adria-Universität Klagenfurt (AAU), aunque su nombre legal sigue siendo Universität Klagenfurt. En 2007 se amplió con una cuarta facultad de ciencias técnicas, con especial atención a la informática, la tecnología de la información y los sistemas autónomos y en red, que lleva a cabo operaciones de investigación en colaboración con el Lakeside Science & Technology Park. En 2012, el número de estudiantes superó los 10.000.
En 2015, la universidad estableció discursos de graduación en sus ceremonias de graduación. Entre los ponentes hasta el momento se encuentran Sabine Herlitschka, Josef Winkler, August-Wilhelm Scheer, de:Johanna Rachinger, Josef Aschbacher, Judith Kohlenberger y Christoph Grabenwarter. Los presidentes de Austria son invitados a las graduaciones doctorales sub auspiciis Praesidentis.
En 2020, la universidad celebró su 50 aniversario institucional. Entre sus doctores honorarios figuran Manfred Bockelmann, Michael Guttenbrunner, Maja Haderlap, Peter Handke, Maria Lassnig, Valentin Oman, Wolfgang Puschnig, Peter Turrini y Josef Winkler.
Los desarrollos tecnológicos de la Universidad de Klagenfurt, con contribuciones clave en el sistema de navegación del helicóptero robótico Ingenuity, forman parte de la misión Mars 2020 de la NASA (aterrizaje en Marte el 18 de febrero de 2021, vuelo inaugural del helicóptero el 19 de abril de 2021).

## Campus
El campus universitario se encuentra a poca distancia tanto del centro histórico de la ciudad de Klagenfurt como de la bahía este de Wörthersee, un famoso centro turístico de verano de Austria. 
Está situado junto con al Lakeside Science & Technology Park,  parque que alberga empresas como ASFINAG, CISC Semiconductor, Dynatrace, Fraunhofer Austria, Infineon, Joanneum Research, Kapsch TrafficCom, PharmTElligent y SKIDATA .
Entre 2016 y 2018 se reformaron íntegramente las alas central y norte de la universidad (13.000 m² ) con un presupuesto de 26 millones de euros. 

## Facultades y departamentos
La universidad cuenta con cuatro facultades desde el 1 de enero de 2023.

### Facultad de Artes, Humanidades y Educación
Abarca 11 departamentos y un área central. Se centra en fomentar el multilingüismo y la educación intercultural, con especial atención a la formación del profesorado .
- Departamento de Estudios Ingleses y Americanos
- Departamento de Análisis Cultural
- Departamento de Ciencias de la Educación e Investigación
- Departamento de Estudios Alemanes
- Departamento de Historia
- Departamento de Desarrollo Instruccional y Escolar
- Departamento de Filosofía
- Departamento de Estudios Románicos
- Departamento de Estudios Eslavos
- Departamento de Ciencias del Deporte
- Instituto Robert Musil de Estudios Literarios
- Centro de Lengua de Señas y Comunicación para Personas con Discapacidad Auditiva

### Facultad de Administración, Economía y Derecho
Centrada en la gestión empresarial, fomenta vínculos interdisciplinarios con el derecho y la economía. Desde febrero de 2023, la Facultad está acreditada por la AACSB .
- Departamento de Gestión Empresarial
- Departamento de Economía
- Departamento de Gestión Financiera
- Departamento de Gestión de la Innovación y Emprendimiento
- Departamento de Operaciones, Energía y Gestión Ambiental
- Departamento de Organización, Recursos Humanos y Gestión de Servicios
- Departamento de Gestión Pública, Sin Fines de Lucro y de Salud
- Departamento de Derecho

### Facultad de Ciencias Sociales
Reúne algunas disciplinas fundamentales de las Ciencias Sociales y mantiene una asociación estratégica con la Academia Austriaca de Ciencias .
- Departamento de Geografía y Estudios Regionales
- Departamento de Ciencias de la Comunicación y los Medios
- Departamento de Psicología
- Departamento de Sociedad, Conocimiento y Política

### Facultad de Ciencias Técnicas
Se dedica a la investigación y formación en los campos como la informática, la tecnología de la información y las matemáticas técnicas. Fue fundada en enero de 2007 y reemplazó a la Facultad de Economía, Administración de Empresas e Informática, así como al recién creado Departamento de Tecnología de la Información y la Comunicación. Está organizada en nueve departamentos y ofrece cinco programas de licenciatura, cuatro programas de maestría, dos programas de grado de formación docente y dos programas de doctorado.
- Departamento de Inteligencia Artificial y Ciberseguridad
- Departamento de Educación en Informática
- Departamento de Sistemas Informáticos
- Departamento de Tecnología de la Información
- Departamento de Matemáticas
- Departamento de Educación Matemática
- Departamento de Sistemas Integrados y en Red
- Departamento de Tecnologías de Sistemas Inteligentes
- Departamento de Estadística

El grupo de investigación "Sistemas en red autoorganizados" colabora estrechamente con el instituto de investigación Lakeside Labs . 

## Centros universitarios
- Centro de Estudios de la Mujer y de Género
- Centro de Investigación de la Era Digital (D ! ARC)
- Colegio Karl Popper
- M/O/T – Escuela de Administración, Desarrollo Organizacional y Tecnología
- Escuela de Educación (SoE)
- UNIKUM (Centro Cultural Universitario)

## Asociaciones
Desde 2021, la universidad mantiene alianzas estratégicas con la Academia Austríaca de Ciencias, la Università Ca' Foscari, la Fraunhofer-Gesellschaft y Silicon Austria Labs (SAL). Asimismo ofrece programas de estudios conjuntos con las Universidades de Viena, Graz, Udine, La Rochelle y la Universidad Tecnológica de Poznań. Existen asociaciones de movilidad estudiantil a través de Erasmus+ y otros programas de intercambio con más de 250 universidades. A principios de 2022, la Universidad de Klagenfurt se unió a YERUN, una red europea de jóvenes investigadores con sede en Bruselas.

## Doctores honorarios
| - Hans Albert (2007) - Manfred Bockelmann (2013) - Joseph Buttinger (1977) - Karl Corino (2014) - Peter Eichhorn (2003) - Helmut Engelbrecht (1998) - Hertha Firnberg (1980) - Adolf Frisé (1982) - Gerda Fröhlich (1995) - Manfred Max Gehring (1992) - Ernst von Glasersfeld (1997) - Georg Gottlob (2016) - Michael Guttenbrunner (1994) | - Maja Haderlap (2012) - Peter Handke (2002) - Adolf Holl (2000) - Johannes Huber (2017) - Sigmund Kripp (1998) - Rae Langton (2020) - Maria Lassnig (1999 / 2013) - Florjan Lipuš (2022) - Claudio Magris (1995) - Käte Meyer-Drawe (2022) - Ewald Nowotny (2008) - Valentin Oman (1995) - Paul Parin (1995) | - Wolfgang Petritsch (2013) - Theodor Piffl-Perčević (1977) - Janko Pleterski (2005) - Wolfgang Puschnig (2004) - Josef Rattner (2006) - Siegfried J. Schmidt (2004) - Carola-Bibiane Schönlieb (2022) - Franz Schuh (2022) - Klaus Tschira (1995) - Peter Turrini (2010) - Oswald Wiener (1995) - Horst Wildemann (2003) - Josef Winkler (2009) |